# Kasteel te Vliet (Oudewater)
Kasteel te Vliet is een voormalig kasteel in de Nederlandse gemeente Oudewater en bevindt zich in de buurtschap Vliet aan de provinciale weg naar Haastrecht.
Het kasteel is gebouwd in opdracht van Gerrit van den Vliet, broer van Herman VI van Woerden (1274-1304), die betrokken was bij de moord op Floris V.
Van het middeleeuwse kasteel rest nog een muurfragment van ongeveer 9,5 m hoog. Het kasteel is vermoedelijk gebouwd tussen 1250 en 1300. Volgens tekeningen was het kasteel in 1647 al een ruïne. Het overgebleven muurfragment van 1,35 meter dik is opgetrokken uit rode kloostermoppen en is vermoedelijk een deel van noordgevel van de donjon.

## Bewoners
| 2e helft 13e eeuw - 1314 | Gerrit van den Vliet (1240-1314)                                                                     |
| 1314-1344                | Gerrit (II) van Vliet (?-1344), gehuwd met Ada van Heukelom (?-1346)                                 |
| 1344-1365                | Gerrit (III) van Vliet (?-1366), gehuwd met Maria van Culemborg                                      |
| 1365-1396                | Jan I van Vliet (?-1396), gehuwd met Agnes van Polanen/van der Lek                                   |
| 1396-1404                | Gerrit (IV) van Vliet (1368-1412), gehuwd met Machteld van der Merwe (?-1421)                        |
| 1404-1424                | Jan (II) van Woerden van Vliet (?-1424), gehuwd met Beatrijs van Beieren (?-1455)                    |
| 1424-1471                | Gerrit (V) van Woerden van Vliet, gehuwd met Henrica van Naaldwijk                                   |
| 1471-1532                | Jan (III) van Woerden van Vliet, gehuwd met (1) Badeloch van de Boekhorst en (2) Emerentia van Meaux |
| 1532- 1562               | Geerlof van Woerden van Vliet                                                                        |
| 1624-                    | families Van Woerden van Vliet, Van Bronkhorst, de Bourgougne en                                     |
| ca 1755                  | Maximiliaan Leopold Joseph, Prins van Rubempré, Heer van Vliet en de Vrije en Lage Boekhorst.        |
| 1755 - 1777              | Theodorus Bisdom                                                                                     |
| tot 1923                 | Paulina le Fèvre de Montigny - Bisdom van Vliet                                                      |
| 1923 - 1985              | Stichting Bisdom van Vliet                                                                           |
| vanaf 1985               | particulier bezit                                                                                    |

## Afbeeldingen

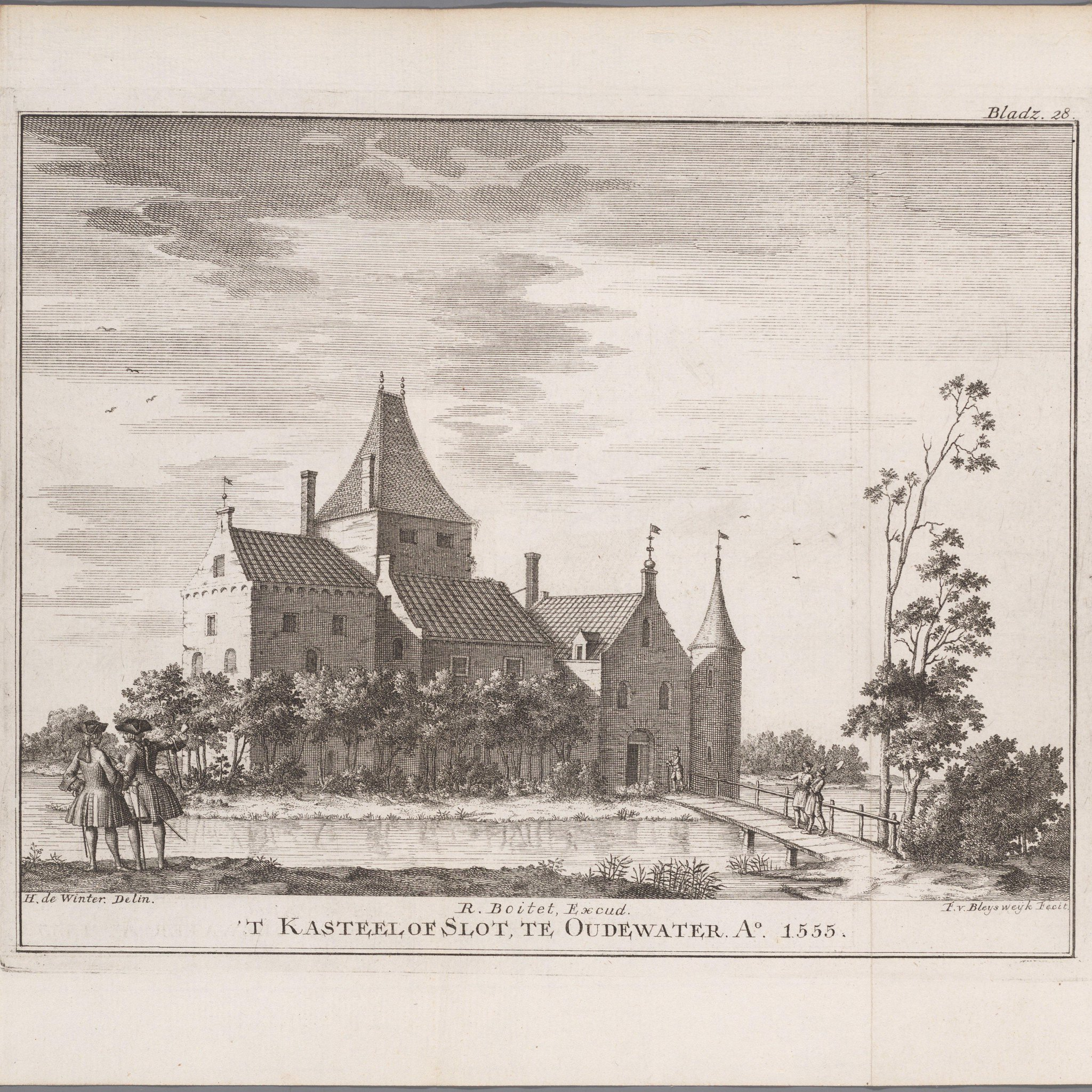
1555
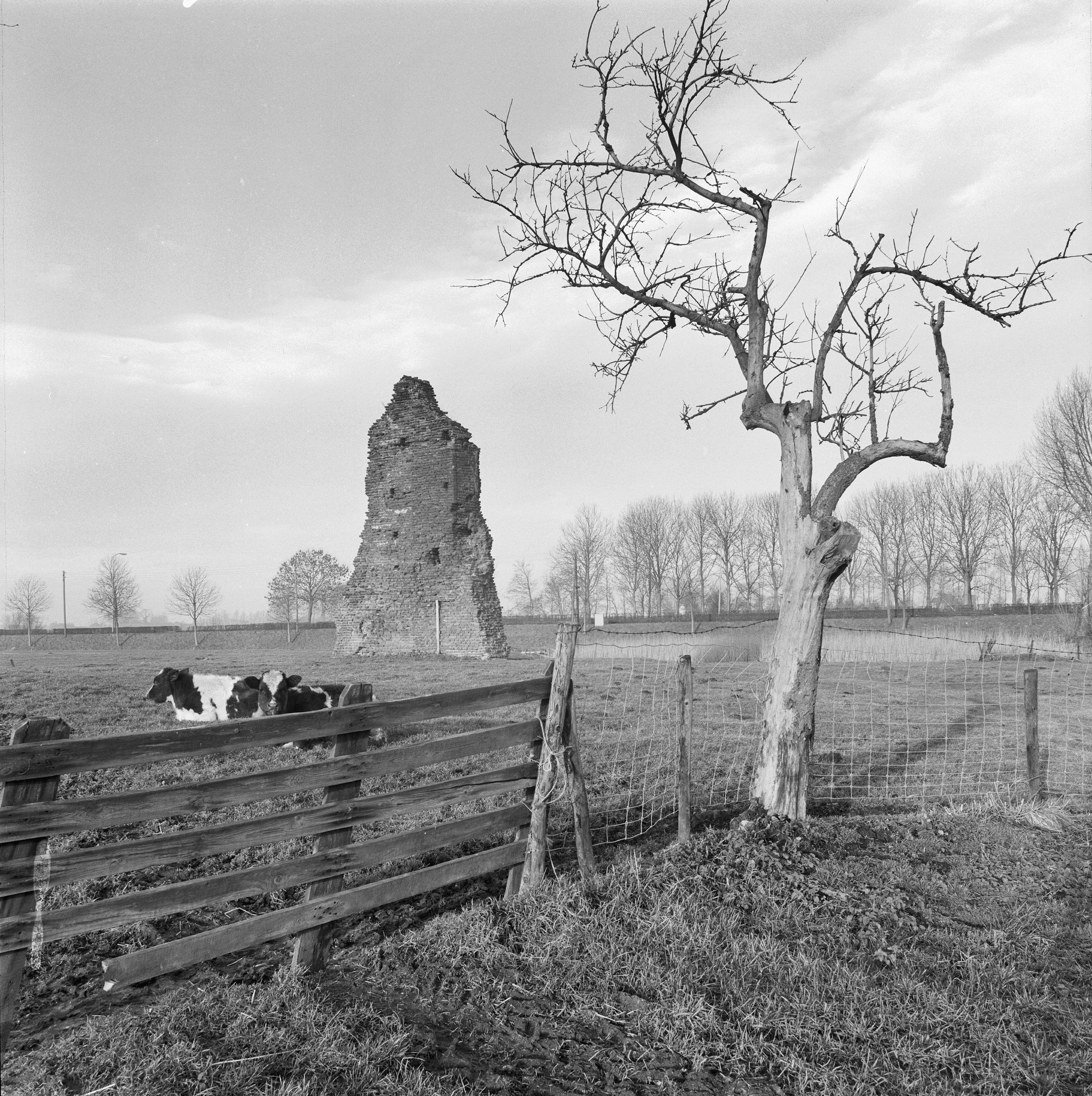
1973
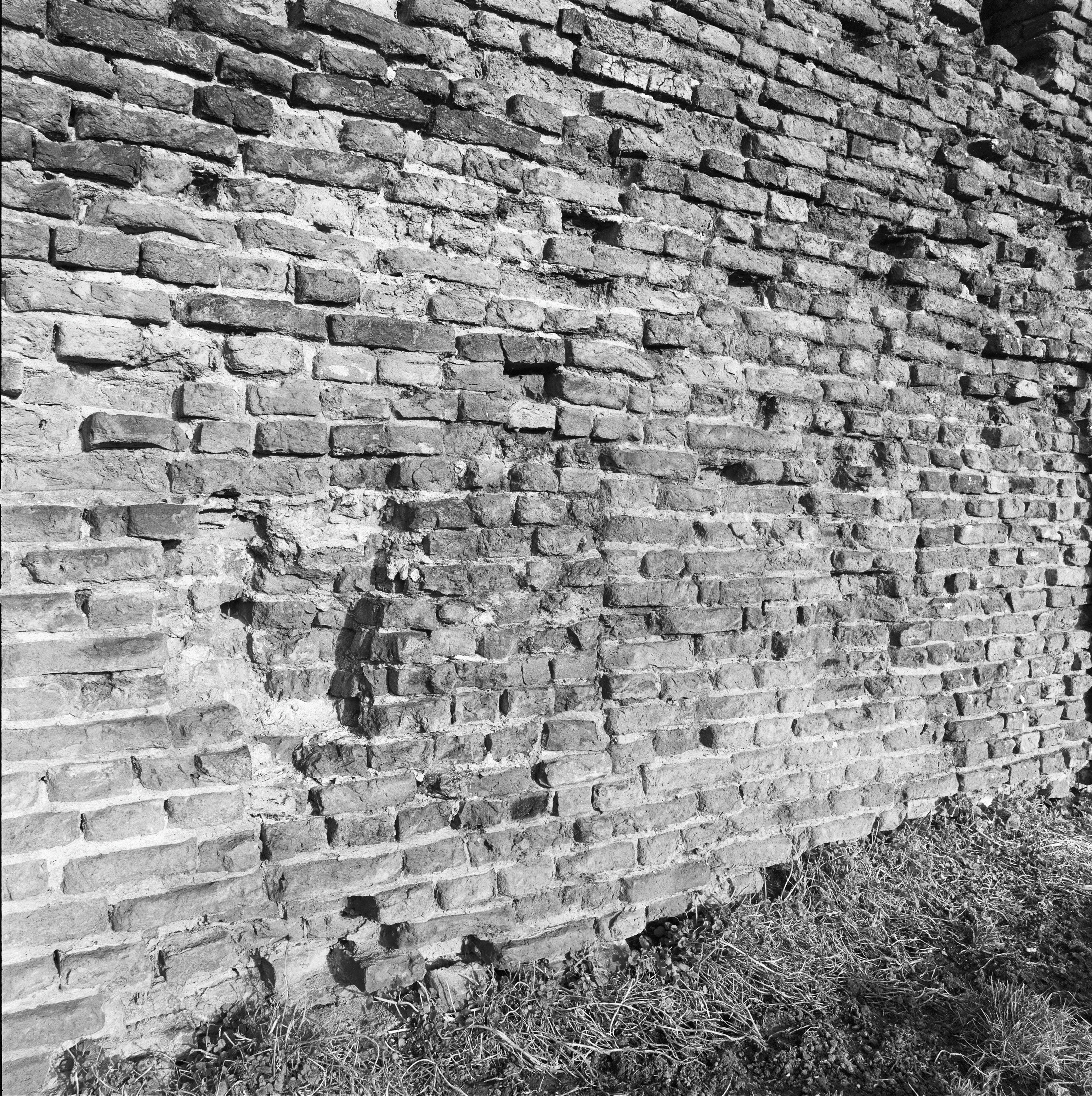
1973
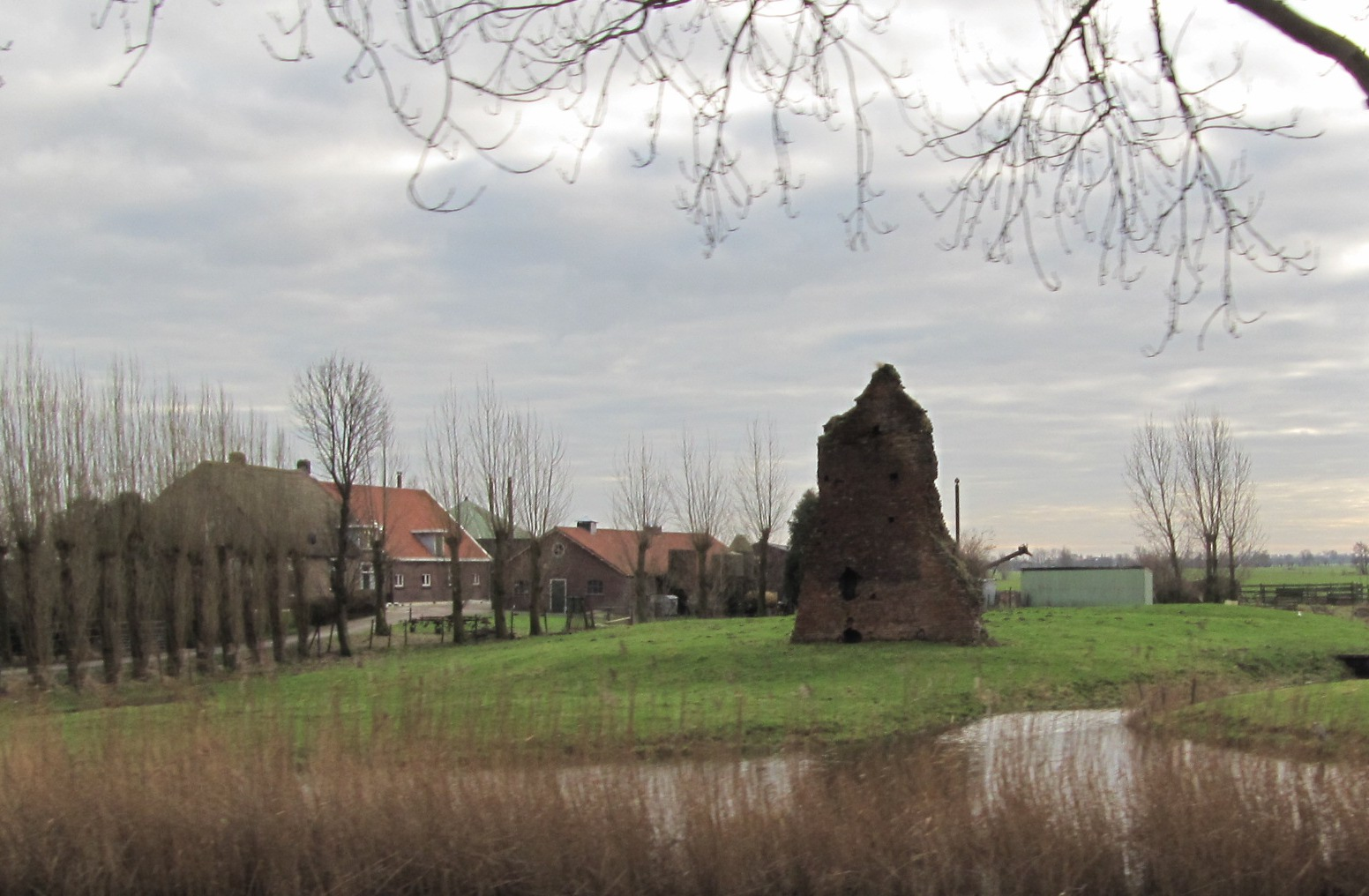
2011
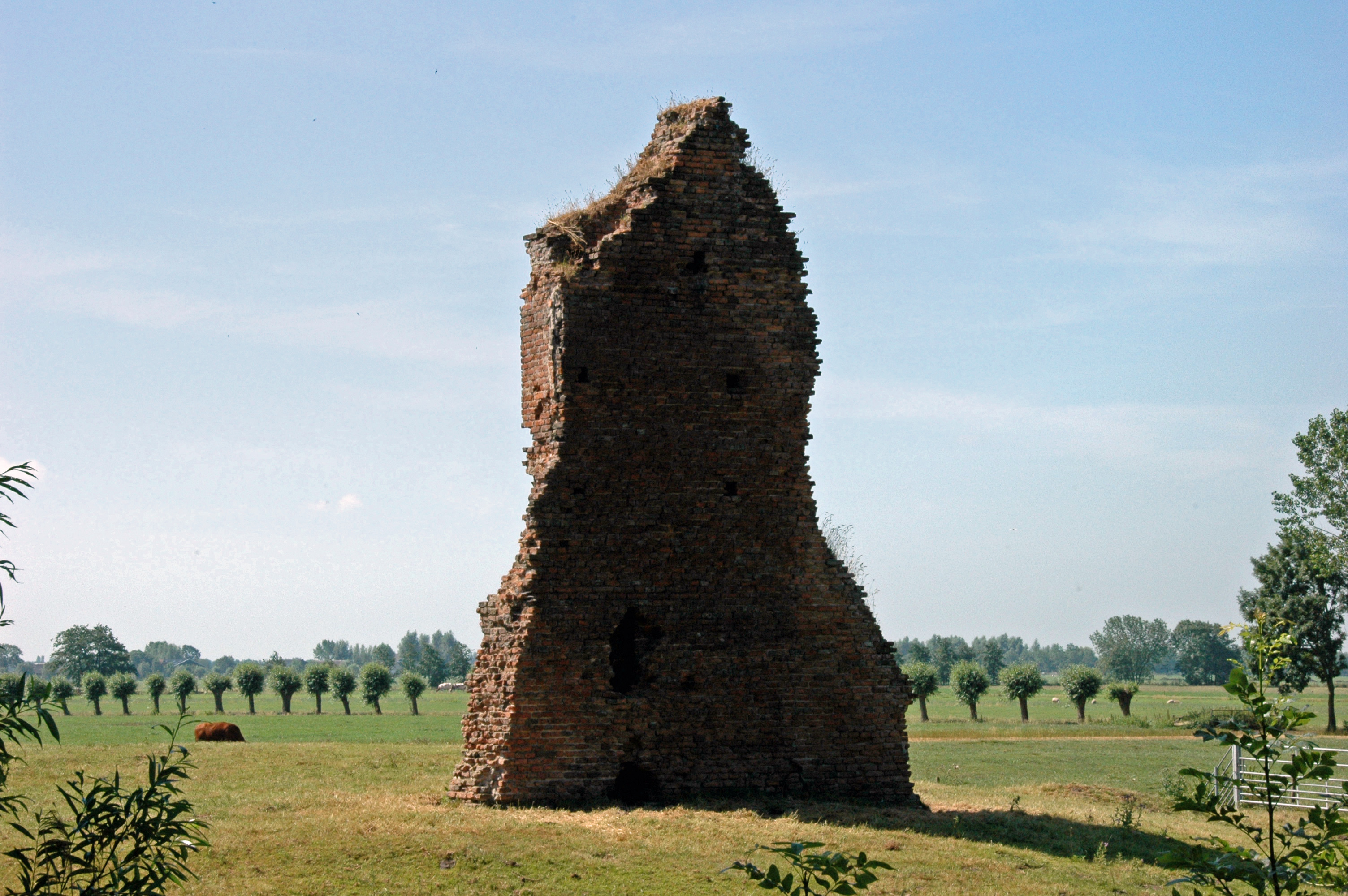
2006

Kasteel Ter Aa (Breukelen) ·
Aastein ·
Slot Abcoude ·
Amaliastein ·
Nieuw-Amelisweerd ·
Oud-Amelisweerd ·
Kasteel Amerongen ·
Kasteel Batestein (Harmelen) ·
Kasteel Batestein (Vianen) · 
De Beest ·
Bergestein ·
Beverweerd ·
Blasenburg ·
Blikkenburg ·
Blommesteyn ·
Bolenstein ·
Bolsweerd ·
Bottestein ·
Kasteel Broekhuizen ·
Bruinenburg ·
Huis Cammingha ·
Clarenborg ·
Coelhorst ·
De Batau ·
Dompselaer ·
Huis Doorn ·
Drakenburg (kasteel) ·
Drakensteyn ·
Kasteel Duurstede ·
Huis Ter Eem ·
Eijkelenburg ·
Emmickhuizen ·
Den Engh ·
Essenstein ·
Everstein (Everdingen) ·
Everstein (Jutphaas) ·
Den Eyck ·
Galesloot ·
Kasteel Geerestein ·
Gildenborgh ·
Kasteel Ten Goye ·
Grauwert ·
Grijpestein ·
Groenestein (Langbroek) ·
Kasteel Groeneveld (Baarn) ·
Groenewoude (Woudenberg) ·
Gunterstein ·
Kasteel de Haar ·
Kasteel Hagestein ·
Hamtoren ·
Kasteel Hardenbroek ·
Huis Harmelen ·
Ridderhofstad Heemstede ·
Kasteel Heemstede ·
Heimenberg ·
Heimerstein ·
Huis Herlaar ·
Ter Heul ·
Heulestein ·
Hindersteyn ·
Kasteel Ter Horst (Achterberg) ·
Isselt ·
Kasteel IJsselstein ·
Jagenstein ·
Kersbergen ·
Killestein ·
Kronenburg (kasteel) ·
Kasteel Levendaal ·
Lichtenberg (Woudenberg) ·
Lievendaal (Amerongen) ·
Landgoed Linschoten ·
Kasteel Linschoten ·
Lockhorst ·
Kasteel Loenersloot ·
Kasteel Lunenburg ·
Huis Maarsbergen ·
Marckenburg ·
Ter Meer ·
Ter Mey (Haarzuilens) ·
Huis te Mijdrecht ·
Huis te Mijnden ·
Kasteel Moersbergen ·
Kasteel Montfoort ·
Natewisch ·
Te Nesse ·
Kasteel Nijenrode ·
Nijenstein ·
Nijeveld ·
Noordwijk (Langbroek) ·
Huis te Oosterwijk ·
Oostwaard (Utrecht) ·
Op de Bol ·
Oud-Broekhuizen ·
Ridderhofstad Oudaan ·
Huis Oudegein ·
Oudenhorst ·
Plettenburg (kasteel) ·
Huis De Polle ·
Prattenburg ·
Kasteel Putkop ·
Randenbroek (park) ·
Remmerstein ·
Kasteel Renswoude ·
Rhijnauwen ·
Kasteel Rhijnestein ·
Huis Riebeek ·
Kasteel Rijnenburg ·
Rijnestein ·
Rijneveld ·
Kasteel Rijnhuizen ·
Rijningen ·
Huis Rijnsweerd ·
Rijpickerwaard · 
Kasteel Rijsenburg ·
De Roetert ·
Rumelaar ·
Kasteel Ruwiel ·
Royestein ·
Kasteel Sandenburg ·
Kasteel Schalkwijk ·
Kasteel Schonauwen ·
Schurenburg ·
Snaafburg ·
Snellenburg ·
Paleis Soestdijk ·
Steenhuis (Lopik) ·
Kasteel Sterkenburg ·
Stormerdijk ·
Landgoed Stoutenburg ·
Ten Massche ·
Valkenburg (Rhenen) ·
Huis te Velde ·
Kasteel Veldenstein ·
Hofstede te Vliet ·
Huis te Vleuten ·
Huis te Vliet (Lopik) ·
Huis te Vliet (Oudewater) ·
Vogelpoel ·
Huis te Voorn ·
Vredelant ·
Vronestein ·
Vuijlcop ·
Kasteel Walenburg ·
Wayenstein (Amerongen) ·
Kasteel Weerdenburg ·
Weerdesteyn ·
Weerestein ·
Hof ter Weyde ·
Wickenburgh ·
Wijnestein ·
Wiltenburg (Utrecht) ·
Kasteel van Woerden ·
Huis Woudenberg ·
Huis te Woudenberg (I) ·
Huis te Woudenberg (II) ·
Wulven ·
Kasteel Oud-Wulven ·
Wulvenhorst ·
Slot Zeist ·
Kasteel Zuilenburg ·
Zuileveld ·
Slot Zuylen ·
Huis Zuylenstein